# Cumbach (Friedrichroda)
Cumbach ist ein Ortsteil der Stadt Friedrichroda im Landkreis Gotha in Thüringen.

## Geografie und Verkehr
Cumbach liegt am Übergang des Thüringer Beckens zum Thüringer Wald, etwa zehn Kilometer südwestlich von Gotha, fünf Kilometer südöstlich von Waltershausen und fünf Kilometer nordöstlich von Friedrichroda. Das Dorf ist ursprünglich ein Haufendorf und liegt am Cumbach, einem Nebenfluss der Leina in etwa 330 Metern Höhe. Die Ortsflur ist unbewaldet und wird landwirtschaftlich genutzt. Dominiert wird sie von den Cumbacher Teichen, die vermutlich schon im Mittelalter angelegt worden sind, um das Kloster Reinhardsbrunn mit Fisch zu versorgen. Die Teiche liegen 500 m südwestlich des Dorfes.
Von Cumbach führen Straßen in den Waltershäuser Stadtteil Schnepfenthal im Westen, nach Ernstroda im Süden und nach Wahlwinkel und Leina im Norden, wo Anschluss an die Bundesautobahn 4 besteht. Weite Nachbardörfer sind Gospiteroda und Wipperoda im Osten.

## Geschichte
Cumbach wurde am 3. Februar 1216 erstmals urkundlich erwähnt.
In seiner Gründungszeit lag das Dorf in einem der Machtzentren der Ludowinger, deren Herkunftsort beim Kloster Reinhardsbrunn in der unmittelbaren Umgebung lag. Später, besonders unter den den Ludowingern folgenden Wettinern verlagerte sich das Herrschaftszentrum stärker nach Gotha.
Nach der Auflösung des Klosters Reinhardsbrunn im Jahre 1525 gehörte der Ort zum landesherrschaftlichen Amt Reinhardsbrunn, welches ab 1640 zum Herzogtum Sachsen-Gotha, ab 1672 zum Herzogtum Sachsen-Gotha-Altenburg und ab 1826 bis zum Ende der Monarchie in Deutschland zum Herzogtum Sachsen-Coburg und Gotha gehörte. Ab 1920 lag der Ort im Land Thüringen. Ab dem 1. Juli 1950 gehörte Cumbach zur Gemeinde Ernstroda, die wiederum 2007 in die Stadt Friedrichroda eingegliedert wurde.

## Sehenswürdigkeiten

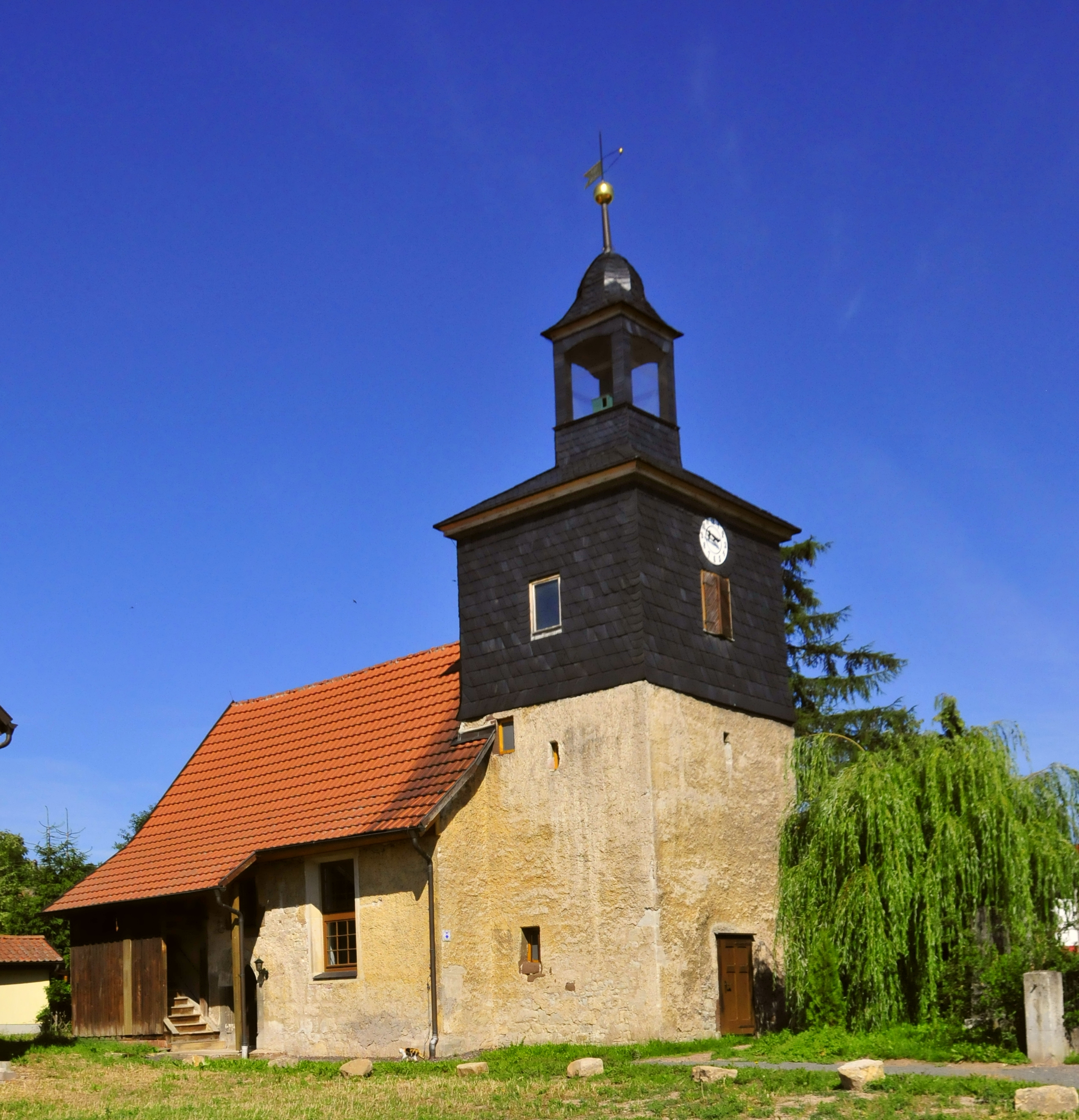
Cumbacher Kirche

- Für Naturfreunde sind die Cumbacher Teiche sehenswert, die von jeher der Fischzucht dienen.
- Die kleine evangelische Dorfkirche Cumbachs stammt im Ursprung aus dem letzten Viertel des 12. Jahrhunderts. Aus dem 16. und 17. stammen weitere Bauveränderungen, als das Innere neu verputzt und 1689 vergrößert wurde. Damals erhielt die Kirche ihre bis heute erhaltenen Emporen und die so genannten „Weiberstühle“. Die Kanzel und das Tonnengewölbe stammen ebenfalls aus dieser Zeit. 1719 erhielt die Kirche eine neue Orgel. Eine umfassende Sanierung erfolgte Ende des 18. Jahrhunderts, bei der u. a. 1783 Gestühl und Emporen weiß-blau marmoriert wurden und vergoldete Profile erhielten. Besonders zu erwähnen sind ein erhaltener hölzerner romanischer Fensterrahmen sowie sehr sorgfältig bearbeitete Werksteine, die vermutlich ein Steinmetz aus einer Bauhütte in seiner Werkstatt hatte. Der Cumbacher Bürger und Orgelbauer Georg Franz Ratzmann baute um 1820 eine neue Orgel ein, für noch heute eine sehr hohe und wertvolle Originalsubstanz ausgewiesen wird.[2]

Die Kirche ist ein geschütztes Kulturdenkmal.

## Persönlichkeiten
- Georg Franz Ratzmann (1771–1846), Orgelbauer, Begründer der Orgelbauer-Familie Ratzmann, wurde in Cumbach geboren und hat auch die Orgel der Cumbacher Kirche gebaut.
- Herbert Weiz (1924–2023), Politiker (SED), wurde in Cumbach geboren